# Eudonia senecaensis
Eudonia senecaensis là một loài bướm đêm trong họ Crambidae.